# Кочиш, Пал
Пал Кочиш (венг. Kocsis Pál; 1 декабря 1884, Кечкемет — 24 февраля 1967, Будапешт) — венгерский селекционер винограда. Один из выдающихся селекционеров винограда XX века.

## Биография
Родился 1 декабря 1884 в городе Кечкемет, в центральной части Венгрии, в семье колесника. Обучался живописи в Париже, но из-за тяжёлой болезни отца был вынужден оставить учёбу и вернуться в родной город. Отец приобрел ему виноградник площадью 14 хольдов (примерно 8 гектар) в деревне Катонателеп, рядом с имением Яноша Матяша, известного селекционера винограда, с которым они вскоре подружились.
В 1915 году вывел свои первые сорта винограда, «Деликатес Кечкемети» (венг. Kecskeméti ízes) и «Кечкемети Рислинг»  (венг. Kecskeméti rizling), а в 1930 году вывел прославивший его сорт винограда Иршаи Оливер. 
В 1944 году из-за приближающихся боёв был вынужден переехать в Будапешт, и вернулся лишь после войны, найдя свое поместье полностью разорённым и разграбленным. В 1949 году попал под коллективизацию, и был объявлен кулаком. В 1951 году его земельные владения были национализированы, и переведены в собственность колхоза, бригадиром которого его же и избрали.
В 1959 году был награждён премией имени Кошута за селекционные успехи. В 1962 году перенес инсульт во время работы на винограднике. В 1967 году, несмотря на запрет врача, принял участие в трехдневной дегустации вина в Будапеште. После второго дегустационного дня, во время ужина в отеле, почувствовал себя плохо, и его доставили в больницу при университете Земмельвайса, где он и скончался 24 февраля 1967 (82 года). По иронии судьбы, в это время его близкий друг, Золтан Кодай, в честь которого Кочиш назвал один из своих сортов винограда, находился в той же больнице. Через несколько дней Кодай тоже скончался.
Похоронен на кладбище родного города Кечкемет по по реформатскому обряду. На его могиле до сих пор растут виноградные лозы. 
В Кечкемете в его честь названа школа на улице Катонателепен, где установлена памятная доска. В Куншагском винодельческом регионе учреждена премия имени Пала Кочиша.

## Достижения
Основное достижение Кочиша, это выведение сорта Иршаи Оливер, вошедшего в число самых популярных технических сортов винограда в Венгрии и широко культивирующегося в Словакии, Чехии и Австрии, на Украине и в Молдавии.
Пал Кочиш вывел ещё несколько сортов, которые не снискали той же популярности. Из них наиболее известными после Иршаи Оливер и получившими некоторое распространение на территории бывшего СССР являются Кечкемети Рислинг, технический сорт, применяемый для изготовления недорогих столовых вин, и Кочиш Ирма, технический и столовый сорт винограда, названный в честь его дочери.